# Γ-oktalakton
γ-Oktalakton je organická sloučenina patřící mezi laktony, používaná jako složka aromat.